# Dalry (Ayrshire Settentrionale)

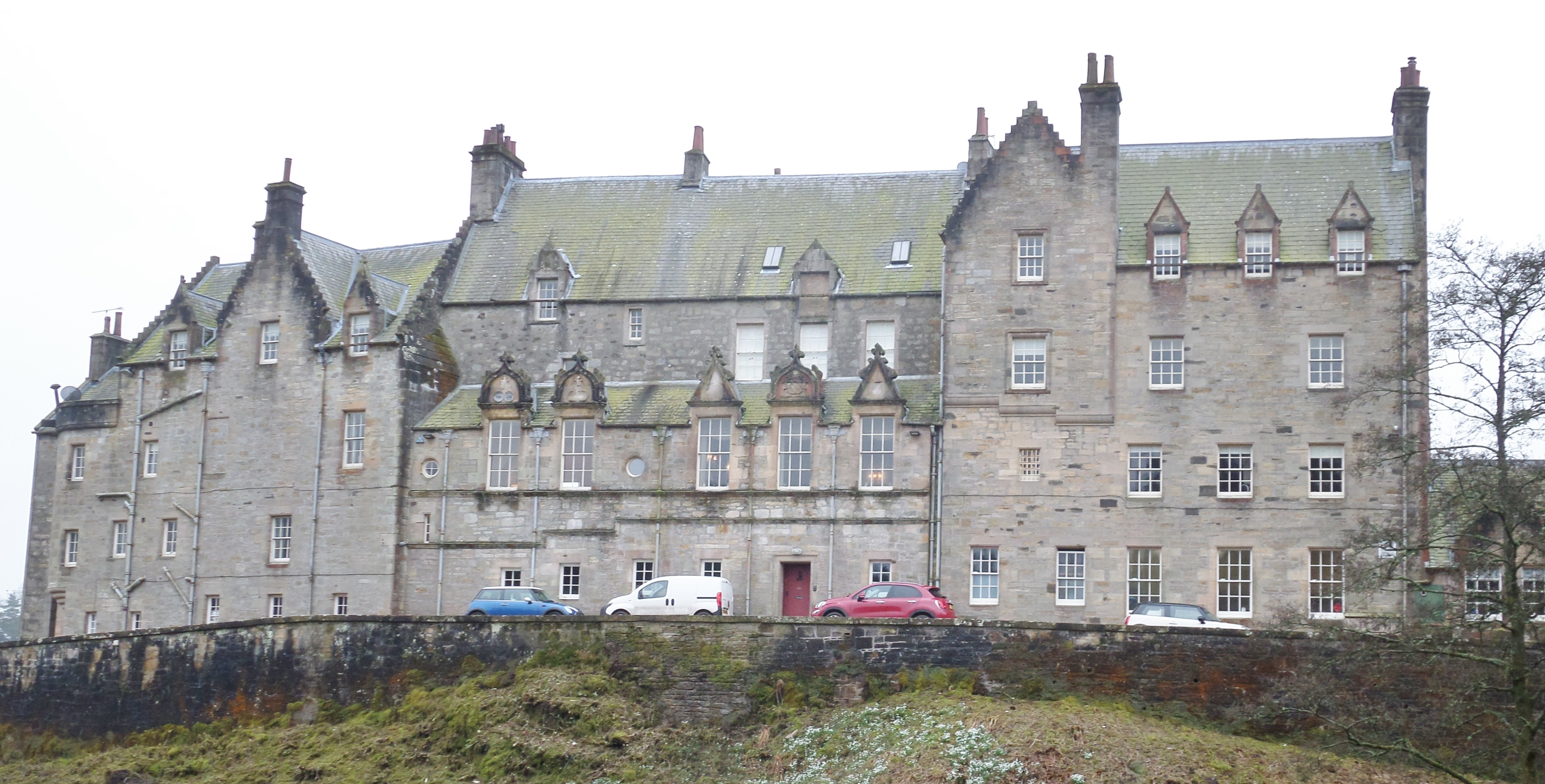
Il Castello di Blair, nei dintorni di Dalry

Dalry (in gaelico scozzese Dail Ruighe) è una cittadina di circa 5.500 abitanti della Scozia sud-occidentale, facente parte dell'area di consiglio dell'Ayrshire Settentrionale e situata lungo il corso del fiume Garnock.

## Geografia fisica
Dalry si trova a sud del parco regionale Clyde Muirshiel e ad ovest della Fairlie Moor e tra le località di Kilbirnie e Kilwinning (rispettivamente a sud della prima e a nord della seconda), a 18 km a nord-ovest di Kilmarnock . È adagiata lungo la sponda occidentale del fiume Garlock.

## Storia
Nel 1839 giunse a Dalry la ferrovia e la cittadina divenne in seguito per oltre trent'anni un importante snodo, segnatamente fino al 1873, quando fu realizzata una ferrovia via Stewarton che collegava direttamente Glasgow a Kilmarnock.
Fino agli anni venti del XX secolo, veniva lavorato a Dalry l'acciaio e fino agli anni sessanta erano operative delle miniere di carbone. Ne conseguì un calo economico e demografico nel corso del decennio successivo.

## Monumenti e luoghi d'interesse

### Architetture religiose

#### Cattedrale di Santa Margherita
Principale edificio religioso di Dalry è la Cattedrale di Santa Margherita, risalente agli anni settanta del XIX secolo.

### Architetture militari

#### Kerland Castle
Nei dintorni di Dalry, si trovano inoltre le rovine del Kerland Castle, risalente al XV secolo.

### Architetture civili

#### Blair Castle
Sempre nei dintorni di Dalry, si trova un altro castello, il Castello di Blair, costruito tra il XVI e il XVII secolo e rimodellato nel 1893.

## Società

### Evoluzione demografica
Nel 2016, la popolazione stimata di Dalry era pari a circa 5.360 abitanti, di cui 2.824 erano donne e 2.536 erano uomini.
La popolazione al di sotto dei 20 anni era pari a 1.161 unità (di questi 904 erano i ragazzi e bambini al di sotto dei 16 anni e 553 i bambini al di sotto dei 10 anni).
La località ha conosciuto un decremento demografico rispetto al 2011, quando la popolazione censita era pari a 5.660 abitanti, dato che era in rialzio rispetto al 2001, quando la popolazione censita era pari a 5.520 abitanti.